# Pozsega-Szlavónia megye
Pozsega-Szlavónia egy megye Horvátország keleti részén, Szlavónia régióban. Székhelye Pozsega.

## Közigazgatás
5 város és 5 község alkotja a megyét. Ezek a következők:
(Zárójelben a horvát név szerepel.)
Városok:
- Pozsega (Požega)
- Lipik (Lipik)
- Pakrác (Pakrac)
- Gotó (Kutjevo)
- Pleterniceszentmiklós (Pleternica)

Községek:
- Bresztovác (Brestovac)
- Cseglény (Čaglin)
- Jakusfölde (Jakšić)
- Pozsegaszentpéter (Kaptol)
- Velike (Velika)

1. ↑  Popis stanovništva, kućanstava i stanova 2021. – stanovništvo prema starosti i spolu po naseljima. 2021 Croatian census: population data by age, sex, settlement . Horvát Statisztikai Hivatal, 2022. szeptember 22.